# Ulrich Biesinger
Ulrich Biesinger est un joueur de football allemand né le 6 août 1933 à Augsbourg et mort le 18 juin 2011. 

## Biographie
Il a joué comme attaquant au FC Augsburg. 
Il a également été sélectionné à huit reprises en équipe d'Allemagne de l'Ouest avec laquelle il a remporté la coupe du monde en 1954.